# Edvard Brambeck

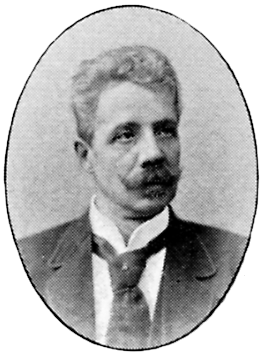
Axel Edvard Brambeck.

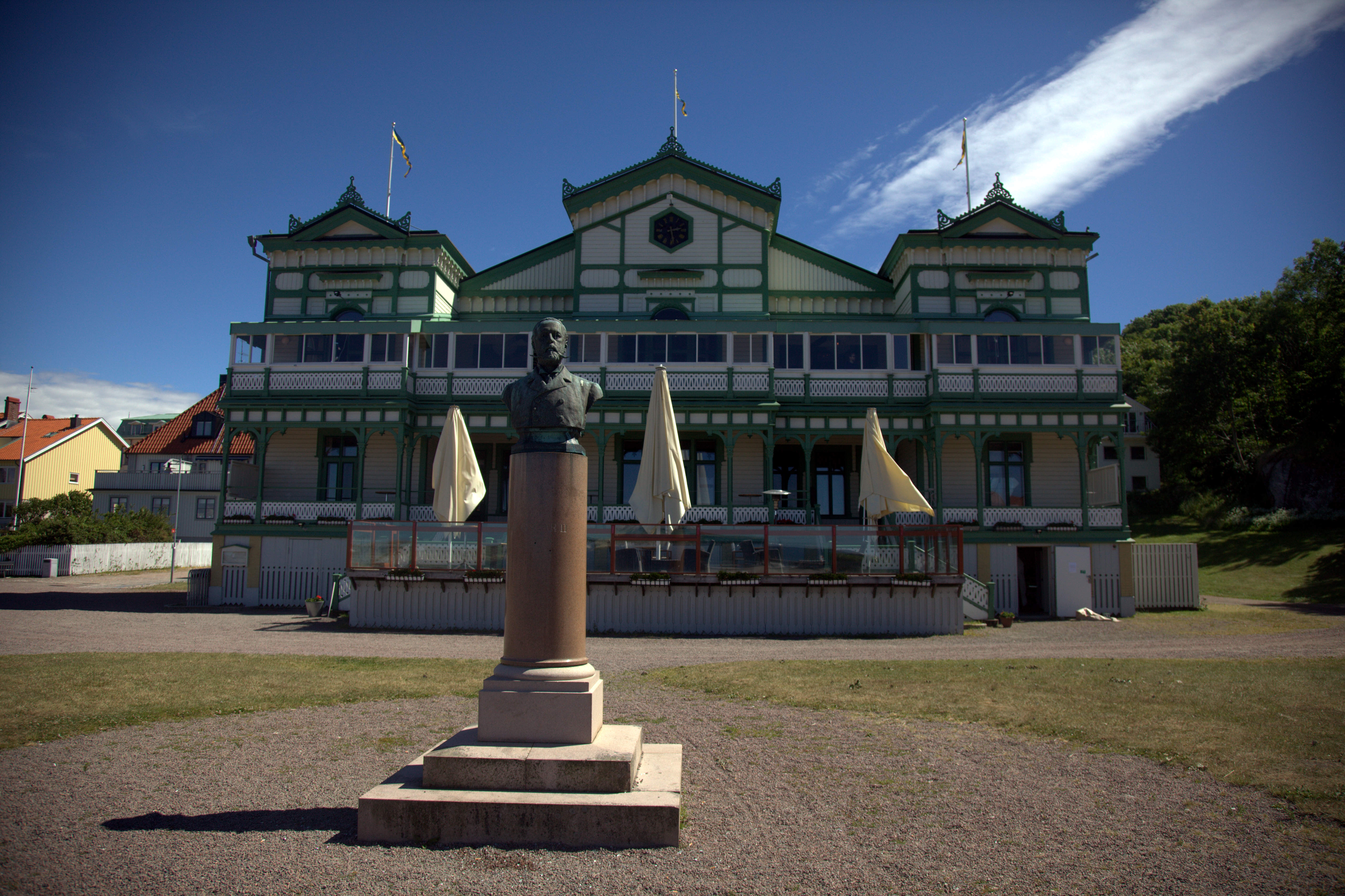
Byst av Oscar II utanför Societetshuset i Marstrand.

Axel Edvard Brambeck, född 22 september 1843 i Helsingborg, död 29 september 1919 i Fjälkinge socken i Kristianstads län, var en svensk skulptör och målare.
Edvard Brambeck föddes som son till apotekaren Lars Fredrik Brambeck och Louise Fredrique Tullgren samt var bror till Ossian Fredrik Brambeck. Han arbetade först som snickarlärling innan han blev elev till bildhuggaren Henrik Nerpin i Stockholm 1863, han studerade därefter för Vilhelm Bissen i dennes ateljé i Köpenhamn 1872–1874 där han utförde bland annat Herdegossen, Cyparissos och flera porträttbyster samt för Frithiof Kjellberg vid Konstakademien i Stockholm 1874–1876 där han arbetade med frisen till Gamla Jernkontoret. Vid konstakademin i Stockholm erhöll han kunglig medalj för prisämnet Eva sörjande vid Abels lik. Han tilldelades ett stipendium och vistades i Paris 1877–1882 där hans verk Slafvar, Kristi frestelse och Neapolitansk tiggargosse och därefter i Rom 1884–1887 där han utförde dopfunten till Sankt Jacobs kyrka samt Psyche med flera verk. Frånsett en studieresa till Florens 1891 var han bosatt i Göteborg 1889–1898, därefter vistades han en tid i Stockholm innan han bosatte sig i Köpenhamn. Hans skulpturgrupp Eva sörjande vid Abels bår belönades med den kungliga medaljen 1876. Vid Parissalongen 1883 ställde han ut skulpturgruppen Kristi frestelse som väckte uppmärksamhet och fick hedersomnämnande; gruppen kom senare att tillverkas i marmor och placerades i Mariakyrkan i Helsingborg. För Jakobs kyrka i Stockholm utförde han på beställning en dopfunt. Till Carl Wijks fastighet i Göteborg skapade han två friser med motiv ur Psykesagan och en putto med konsternas och vetenskapens emblem. Bland hans övriga offentliga arbeten märks tympanonreliefen över västra portalen i Klara kyrka och Kristusgestalten Christus Consolator i Gustav Vasakyrkan i Stockholm samt skulpturgrupperna Slavar, Offrande flicka, Florentinare och Dödens genius Förutom skulpturer utförde han en stor mängd porträttbyster, bland annat av Oscar II som placerades utanför Societetshuset i Marstrand 1897, Édouard du Puy för Kungliga teatern och Oscar Dickson på Göteborgs stadsmuseum. Brambeck är representerad vid bland annat Nationalmuseum och Nordiska museet i Stockholm samt vid Helsingborgs museer.